# Branko Ivanković
Branko Ivanković (Čakovec, 28 febbraio 1954) è un allenatore di calcio ed ex calciatore jugoslavo e dal 1991 croato, di ruolo attaccante.
Ha allenato la nazionale iraniana al campionato del mondo 2006.

## Carriera

### Giocatore
Ha trascorso tutta la sua carriera da calciatore militando nel Varteks Varaždin, con cui raccoglie 263 presenze arricchite da 31 reti. Ritiratosi dal calcio giocato, ha comunque continuato a svolgere il ruolo di segretario del club, per poi diventarne l'allenatore.

### Allenatore
È rimasto alla guida del Vartes Varaždin per quattro anni, dal 1991 al 1995, per poi trasferirsi per una stagione al Segesta. La stagione successiva cambia ancora squadra, accasandosi, sempre per un anno, al Rijeka.
Ćiro Blažević nel 1997 lo sceglie per ricoprire il ruolo di assistente nella Nazionale croata, che raggiunge un anno dopo uno storico terzo posto nel mondiale di Francia '98. Dopo aver allenato l'Hannover 96 nel 1999-2000, viene chiamato ad allenare la nazionale iraniana, dove resta per cinque anni, allenando sia l'Under-23 che la Nazionale maggiore. Con l'Iran ha disputato anche la coppa del mondo di Germania 2006 ottenendo scarsi risultati.
Nel novembre del 2006 accetta l'offerta della Dinamo Zagabria, dove resta per due anni, rassegnando le dimissioni nel gennaio del 2008. Tuttavia viene nuovamente richiamato, dopo le dimissioni del tecnico che lo aveva precedentemente sostituito. Dal 2009 al 2011 allena la squadra cinese dello Shandong Taishan, campione in carica nella Chinese Super League. Dopo aver allenato in Arabia Saudita e, nuovamente, in Croazia, attualmente allena il Persepolis, in Iran.

## Palmarès

### Allenatore

#### Competizioni nazionali
- Campionato croato: 1

Dinamo Zagabria: 2006-2007
- Coppa di Croazia: 1

Dinamo Zagabria: 2006-2007
- Supercoppa di Croazia: 1

Dinamo Zagabria: 2006
- Campionato iraniano: 3

Persepolis: 2016-2017, 2017-2018, 2018-2019